# Liste deutscher Bibliotheken nach Bundesländern
Hier erfolgt eine Auflistung von Bibliotheken nach deutschen Bundesländern.
- Liste von Bibliotheken in Baden-Württemberg
- Liste von Bibliotheken in Bayern
  - Liste der größten Bibliotheken in Bayern
- Liste von Bibliotheken in Berlin
- Liste von Bibliotheken in Brandenburg
- Bibliotheken und Archive in und um Bremen
- Liste von Bibliotheken in Hamburg
- Liste von Bibliotheken in Hessen
- Liste von Bibliotheken in Mecklenburg-Vorpommern
- Liste von Bibliotheken in Niedersachsen
- Liste von Bibliotheken in Nordrhein-Westfalen
- Liste von Bibliotheken in Rheinland-Pfalz
- Liste von Bibliotheken im Saarland
- Liste von Bibliotheken in Sachsen
- Liste von Bibliotheken in Sachsen-Anhalt
- Liste von Bibliotheken in Schleswig-Holstein
- Liste von Bibliotheken in Thüringen